# Alt-Siegen

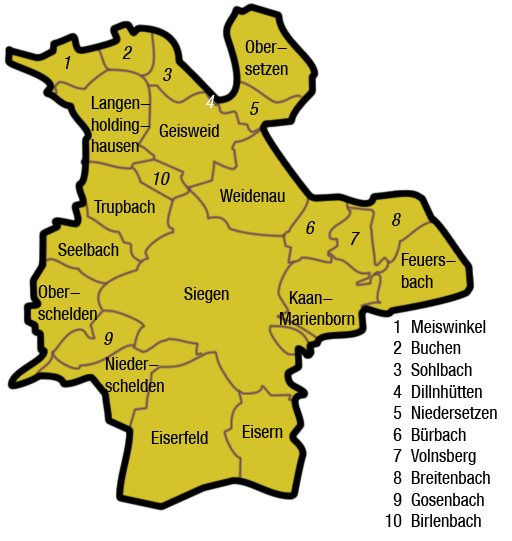
Os bairro da cidade de Siegen. No centro, o bairro de Siegen ou Alt-Siegen.

Alt-Siegen, Siegen-Mitte, Siegen ou Siegen-Zentrum é o bairro (Stadtteil) central, mais extenso e mais populoso da cidade de Siegen, na Alemanha. É nele que se localiza o centro histórico (Altstadt) da cidade de Siegen, no alto do monte Siegberg, onde se encontram os edifícios de maior significado histórico da cidade. Siegen-Mitte é também o nome do distrito municipal (Stadtbezirk) IV da cidade, que abrange apenas o bairro homónimo.
Alt-Siegen localiza-se no vale do rio Sieg, que deu origem ao nome da cidade. Ele faz fronteira com a maior parte dos bairros da cidade: ao sul, com Eisern e Eiserfeld; a sudoeste, com Niederschelden e Gosenbach; a oeste, com Oberschelden; a noroeste, com Seelbach e Trupbach; ao norte, com Birlenbach, Geisweid e Weidenau; a nordeste, com Bürbach; a leste, Kaan-Marienborn. A sudeste, o bairro faz ainda fronteira com o município de Wilnsdorf.
O núcleo central do bairro é tradicionalmente dividido em Cidade Alta (Oberstadt), onde se encontra o centro histórico, e Cidade Baixa (Unterstadt), onde se encontram os principais negócios e a estação central de trem. Outras localidades pertencentes ao centro são: Sieghütte - que abrange também uma parte do bairro Weidenau -, Achenbach, Rothenberg, Fischbacherberg e Wellersberg. No passado, o território da cidade de Siegen correspondia apenas ao bairro central - na verdade, apenas ao núcleo central deste. Por este motivo, até hoje, é comum entre os moradores da região referir-se a ele pelo nome Siegen, e não por Alt-Siegen ou Siegen-Mitte. Após sucessivas reformas territoriais ocorridas ao longo do século XX, foram anexas à cidade original diversas localidades vizinhas. A antiga cidade de Siegen assumiu, assim, oficialmente o papel de bairro central da cidade. 
Em 31 de dezembro de 2015, Alt-Siegen contava com uma população de 38 962 habitantes.